# Heteroscyphus zollingeri
Heteroscyphus zollingeri là một loài rêu tản trong họ Geocalycaceae. Loài này được (Gottsche) Schiffner miêu tả khoa học lần đầu tiên năm 1910.